# Maritiem Museum Kure
Het Maritiem Museum Kure of Yamatomuseum is een scheepvaartmuseum in Kure vlak bij Hiroshima. Het museum geeft een overzicht van de scheepsbouwtechnieken, de historie van militaire en civiele scheepsbouw in de plaats en de publiektrekker is een schaalmodel van het grootste Japanse slagschip ooit gebouwd, de Yamato.

## Expositie
Het museum werd op 23 april 2005 geopend en biedt een breed overzicht van diverse maritieme activiteiten waaronder scheepsbouw. In 1889 werd in de plaats een marinebasis gevestigd en in 1903 ook een scheepswerf. Het groeide uit tot een van de belangrijkste steunpunten van Japanse Keizerlijke Marine. Op de werf werd het grootste slagschip van de marine gebouwd, de Yamato. Na de oorlog kwam de nadruk te liggen op de bouw van schepen voor de civiele markt en vooral grote olietankers werden hier gebouwd. 
Er staan veel scheepsmodellen waaronder een groot schaalmodel (1 op 10) van de Yamato met een lengte van 26,3 meter. Voor het maken van het model is gebruik gemaakt van oude bouwtekeningen, foto’s en onderwater opnames van het wrak. 

## Fotogalerij

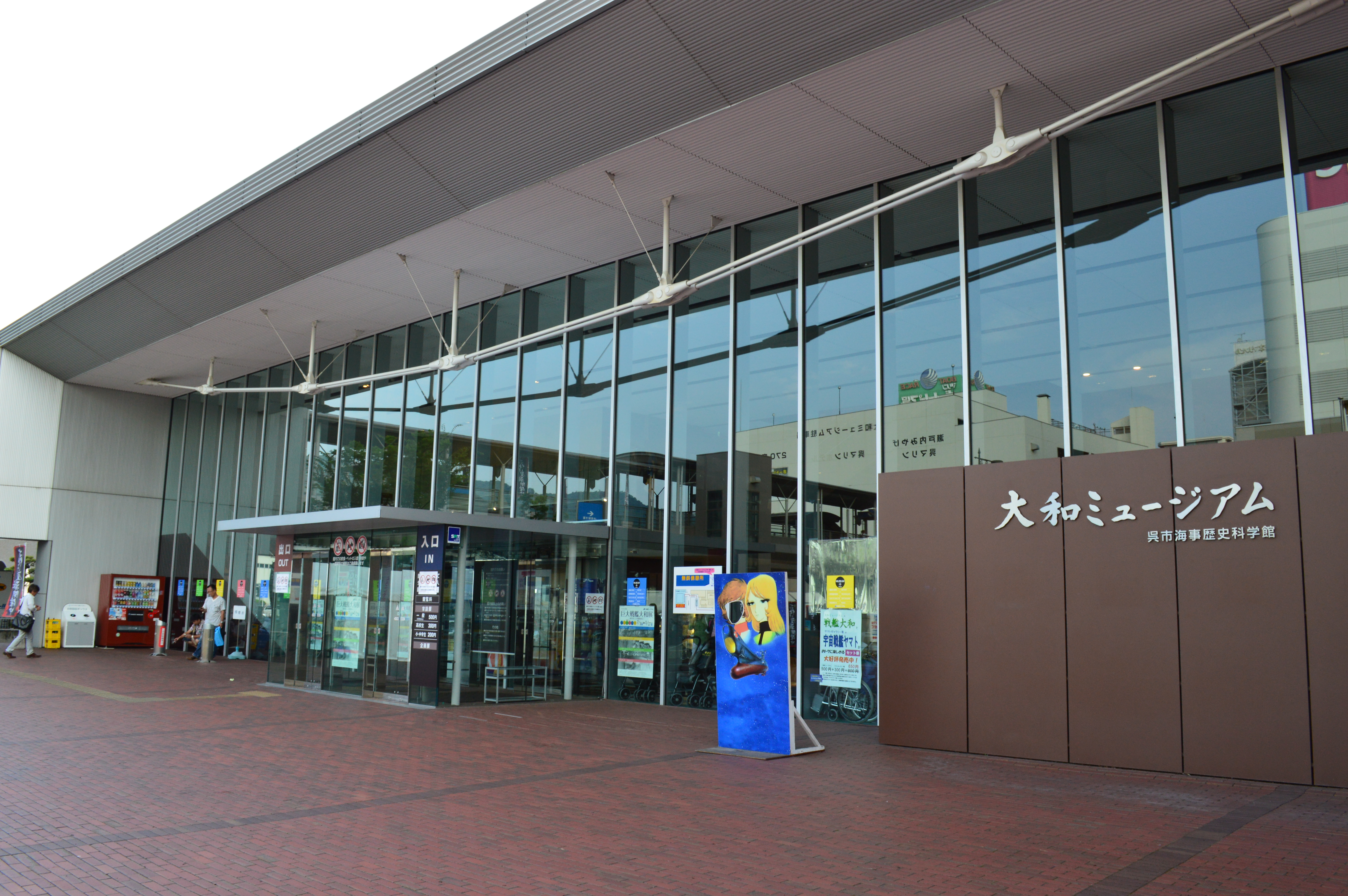
De entree
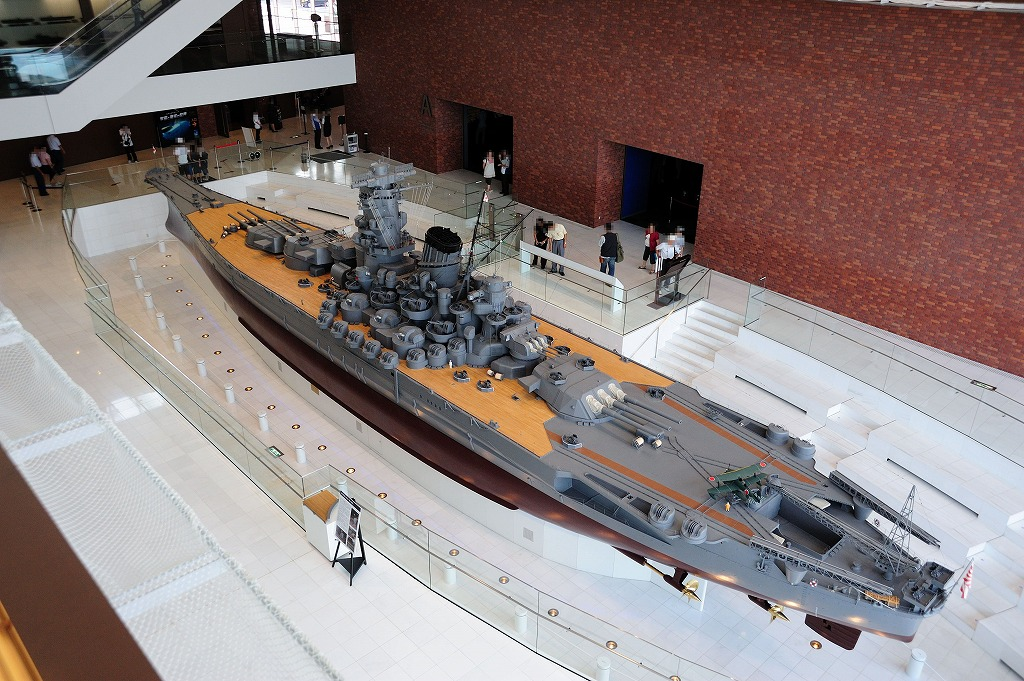
Model Yamato
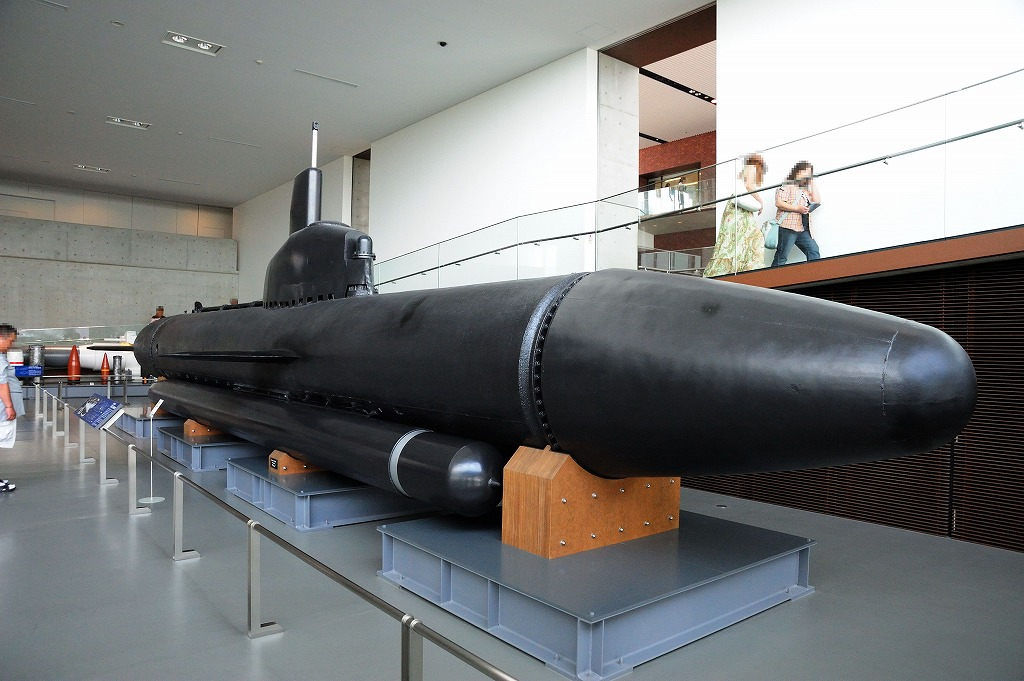
Kairyūklasse minionderzeeboot